# Augustin Loo
Augustin Loo, född 1736, död 23 april 1772 i Västerås, var en svensk auditör och en av Linnés lärjungar.
År 1759 försvarade Loo en avhandling under Carl von Linné, Auctores botanici. I detta arbete lägger han fram en alfabetisk uppräkning av ungefär 350 botaniska arbeten, för varje författare ges efternamn, förnamn, födelseår och vetenskaplig eller annan position samt titeln till varje författares första botaniska publikation.